# 赤柱正灘水上活動中心

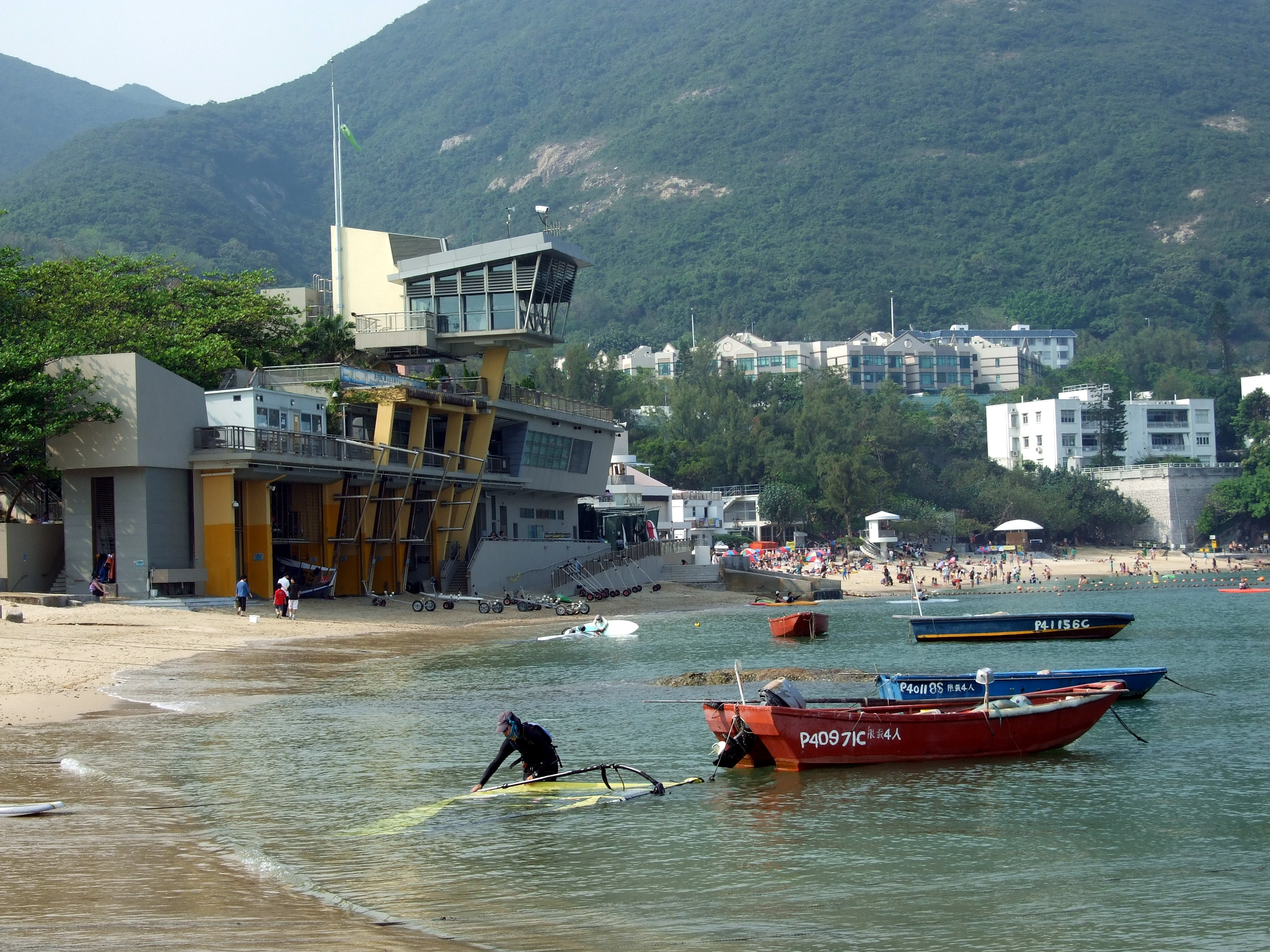
赤柱正灘水上活動中心

赤柱正灘水上活動中心（英語：Stanley Main Beach Water Sports Centre）是香港一個水上活動中心，位於香港島赤柱東部的赤柱正灘旁邊，由康樂及文化事務署管理。

## 歷史
在2006年，赤柱正灘水上活動中心正式開放，使風帆愛好者能在水中遊玩，亦是2009年東亞運動會的滑浪風帆項目舉行場地。

## 可供租用之器材
- 風帆
- 滑浪風帆
- 獨木舟